# Fliegenrute
Als Fliegenrute oder Flugangel wird eine Angelrute bezeichnet, die zum Angeln mit der künstlichen Fliege verwendet wird. 
Fliegenruten weisen im Vergleich zu Spinnruten unter anderem eine eher parabolische Aktion auf, da mit ihrer Hilfe die schwere Fliegenschnur durch das »Werfen« die erwünschte Distanz zwischen dem Fischer und der meist federleichten Fliege erreicht wird.

## Klassifizierung
Fliegenruten werden in AFTMA-Klassen (American Fishing Tackle Manufacturers' Association) entsprechend der mit der jeweiligen Rute werfbaren Schnurklassen eingeteilt. Weiter gibt es eine Einteilung in Einhand- und Zweihandruten. Letztere werden vorzugsweise zum Angeln auf große und kampfstarke Fische, wie etwa den atlantischen Lachs verwendet.

## Aufbau
Fliegenruten teilen sich in drei Hauptbestandteile auf. Rollenhalter, Griff und Rohling. Rollenhalter bestehen oft aus Holz, Aluminium oder Carbon und dienen dazu die Fliegenrolle an der Rute zu fixieren. Der Griff besteht meist aus Kork, Presskork oder Schaumgummi. Der Rohling, auch Blank, ist die dritte Komponente. Am Rohling werden die Rutenringe befestigt, durch die die Fliegenschnur beim Wurf gleitet.

## Materialien
Heutige Fliegenruten werden meist aus Kunststoff gefertigt, der mit Kohlenstofffasern verstärkt ist, gelegentlich werden auch noch Glasfasern verwendet, die allerdings schwerer und in der Aktion langsamer sind. Einige Fliegenfischer fischen mit Ruten aus gespleißtem (gespliesstem) Bambus (Bambusart Arundinaria amabilis, neuerdings Pseudosasa amabilis, welche einen besonders ausgeprägten Anteil an sogenannten »Kraftfasern« im äußersten Wandungsbereich aufweist), diese verfügen aber über eine andere, natürlichere Aktion (Biegungskurve) und verlangen eine dementsprechend angepasste Wurftechnik. Noch heute werden gespließte Ruten aus Bambus gebaut, deren Aktionen heutigen Anforderungen der Fliegenfischer durchaus gerecht werden. Je nach der Art der Herstellung, des verwendeten Bambus, der individuellen Merkmale einzelner Hersteller und der verwendeten sog. »taper«, d. h. der gewählten Struktur der »Verjüngung« vom Ende bis hin zur Spitze, entstehen sehr spezifische Ruten für höchst individuelle Erfordernisse und Vorlieben. In den letzten Jahren deutet sich ein verstärktes Interesse an gespließten Fliegenruten an, nicht zuletzt auch aus Gründen der deutlich höheren Werthaltigkeit bei Ruten namhafter Hersteller.